# ... In Translation (Lost)
... In Translation este un episod al serialului de televiziune Lost, sezonul 1.